# フランツ・ニクラウス・ケーニッヒ

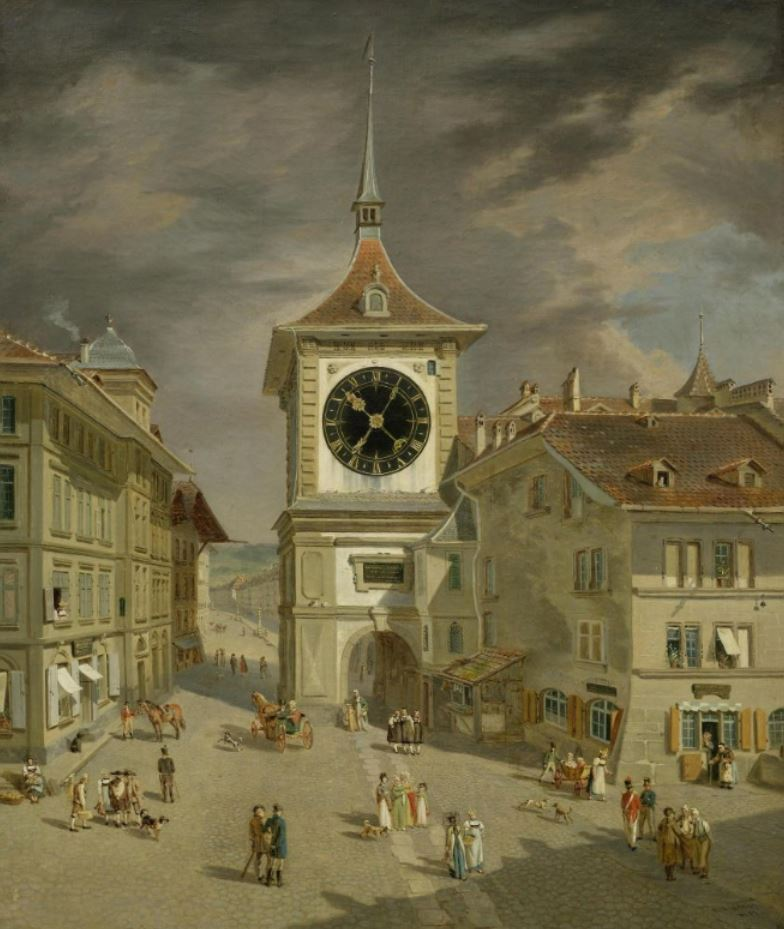
1817年作 『ツィットグロッゲ』

フランツ・ニクラウス・ケーニッヒ（Franz Niklaus König、1765年4月6日 - 1832年3月27日）は、スイスのベルン出身の肖像画・風俗画家。

## 人物
ティベリウス・ヴォッヒャー(Tiberius Wocher)、マルクォルト・ヴォッヒャー(Marquard Wocher)、ジークムント・フロイデンベルガー(Sigmund Freudenberger)、バルタザール・アントン・ドゥンカー(Balthasar Anton Dunker)らに学んで、伝統衣装や田舎の風俗、風景を描いて名を上げていった。透かし絵(Transparentbild、 Diaphanie)を得意としており、スイス国内やドイツ、フランスで展示し、ヨーハン・ハインリッヒ・マイヤーやゲーテの前でも披露した。
1797年に家族とともにベルナー・オーバーラントに移住し、1798年には砲兵隊長としてナポレオン・ボナパルトのフランス軍との戦いに参加した。1805年と1808年のウンスプネン祭では、祭典の開催に向けて積極的に活動した。

## 作品
